# Partition active
Sur PC, une partition active correspond à la partition système. Elle est caractérisée par la présence du drapeau boot dans son descripteur de partition.
C'est elle qui contient le système d'exploitation. Elle peut aussi contenir un boot loader ou chargeur d'amorçage. Elle peut également contenir uniquement un chargeur d'amorçage (courant, sous Linux, pour charger un système d'exploitation se trouvant au-delà du 1024e cylindre - une limite des anciens BIOS pour cause d'adressage), il s'agit, alors, généralement, d'une petite partition de 15 ou 20 Mo se trouvant en début de disque.
Le système de cette partition active est chargé puis exécuté par la routine de boot présente dans le MBR (Master Boot Record).
Il ne peut y avoir qu'une seule partition active.
0x80 est le code hexadécimal du drapeau boot.